# Puliciphora lucifera
Puliciphora lucifera är en tvåvingeart som beskrevs av Dahl 1897. Puliciphora lucifera ingår i släktet Puliciphora och familjen puckelflugor. Inga underarter finns listade i Catalogue of Life.